# Obróbka plastyczna
Obróbka plastyczna – metoda obróbki metali i ich stopów polegająca na wywieraniu na nich (za pomocą odpowiedniego narzędzia) nacisku przekraczającego ich granicę plastyczności. Ma na celu trwałą zmianę kształtu i wymiarów obrabianego przedmiotu, a także zmianę struktury powodującą zmianę właściwości mechanicznych. Proces kształtowania może przebiegać na gorąco, na półgorąco lub na zimno. Klasyfikacja ta zależy od temperatury rekrystalizacji (odkuwki) odkształcanego metalu, a także – precyzyjniej – od prędkości odkształcenia w odniesieniu do prędkości rekrystalizacji. Ze względu na sposób odkształcenia, rozróżnia się głównie:
- walcowanie – materiał zgniatany jest przez napędzane walce,
- kucie – materiał kształtowany jest uderzeniem młota, kowarki lub naciskiem prasy,
- wyciskanie – materiał znajduje się w pojemniku zwanym recypientem, a kształtowany jest poprzez wyciskanie z matrycy,
- ciągnienie – materiał kształtowany jest poprzez przeciąganie przez oczko ciągadła,
- tłoczenie, któremu poddaje się blachy i taśmy zmieniające kształt bez zasadniczej zmiany grubości.

Podczas obróbki plastycznej na zimno, tj. poniżej warunków rekrystalizacji danego materiału, uzyskuje się poprawę właściwości mechanicznych: wytrzymałościowych (Re, R02, Rm) i twardości (np. HB, HV), a jednocześnie pogorszenie odkształcalności, np. wydłużenia i przewężenia, a ponadto materiał staje się bardziej kruchy.
Technologia obróbki plastycznej była już znana 3000 lat przed naszą erą, odkształcanie odbywało się głównie poprzez kucie. Obecnie jest uważana za jedną z ważniejszych technologii obróbki metali. Statystyczny samochód składa się w 90% (obecnie te proporcje zmieniają się na korzyść tworzyw sztucznych) z elementów wykonanych tą technologią. Karoseria jest tłoczona, natomiast podwozie (wałki, zawieszenie itd.) oraz elementy silnika (korbowody, wały korbowe, tłoki itd.) to odkuwki.

## Zalety obróbki plastycznej
- Oszczędność materiału – wyroby otrzymywane metodami obróbki plastycznej są wytwarzane masowo. Pozwala to na ograniczenie kosztów jednostkowych i takie dostosowanie linii produkcyjnej aby cena wytwarzania elementów była jak najniższa. Wysoki spadek kosztów produkcji spowodowany jest automatyzacją procesu produkcyjnego.
- Stosunkowo niskie koszty jednostkowe – w przypadku walcowania gwintów, jak również elementów uzębionych takich jak koła zębate, wielokarby, zauważa się poprawę właściwości mechanicznych w porównaniu z obróbką skrawaniem oraz poprawia się gładkość elementów.
- Polepszenie właściwości fizycznych i mechanicznych przerobionego materiału.
- Obróbka plastyczna zachowuje ciągłość włókien, co zapewnia lepsze właściwości mechaniczne gotowego wyrobu.
- Możliwość nadawania skomplikowanych kształtów, które w innych technologiach są trudne bądź niemożliwe do osiągnięcia.

## Wady obróbki plastycznej
- Wysoki koszt maszyn i narzędzi

## Temperatura w obróbce plastycznej
Obróbkę plastyczną wykonuje się w trzech zakresach temperaturowych:
- na zimno (duże siły, duża dokładność) do 0,4·Tt
- na ciepło, półgorąco (średnie siły, średnia dokładność) od 0,4 do 0,6·Tt
- na gorąco (małe siły, mała dokładność) od 0,6 do 0,9·Tt

Obróbka plastyczna na zimno
Obróbka plastyczna na zimno polega na odkształcaniu plastycznym materiału, które wywołuje wzrost gęstości defektów w sieci krystalograficznej, głównie punktowych i liniowych, a tym samym nagromadzenie energii odkształcenia, która jest tym większa, im niższa jest temperatura tego procesu. Temperatura, w której przeprowadza się obróbkę plastyczną na zimno jest niższa od temperatury rekrystalizacji, czyli 0,4 bezwzględnej temperatury topnienia.
Nagromadzenie się dużej liczby dyslokacji powoduje wzajemne blokowanie się ich – skutkiem tego jest zmiana właściwości fizycznych i mechanicznych. Zmianę tychże właściwości przyjęto nazywać zgniotem.
Miarą zgniotu jest stopień odkształcenia plastycznego, który można określić na podstawie względnej zmiany długości lub względnej redukcji przekroju:
- względna zmiana długości

{\displaystyle \varepsilon ={\frac {\Delta l}{l_{0}}}\cdot 100\%,}
gdzie:
{\displaystyle \Delta l} – długość próbki po zgniocie,
{\displaystyle l_{0}} – początkowa długość próbki;
- względna redukcja przekroju

{\displaystyle \varepsilon ={\frac {\Delta S}{S_{0}}}\cdot 100\%,}
gdzie:
{\displaystyle \Delta S} – przekrój po zgniocie,
{\displaystyle S_{0}} – przekrój początkowy.
Efektem odkształcenia plastycznego jest stopniowe wydłużenie się ziaren w kierunku obróbki plastycznej. Wyciągnięciu ulegają również wtrącenia niemetaliczne, które mają tendencję gromadzenia się na granicach dendrytów. Wynikiem tego jest powstanie charakterystycznej włóknistej struktury. Innymi efektami obróbki plastycznej jest zmiana właściwości magnetycznych oraz przewodności elektrycznej (wzrost oporności) oraz wzrost twardości i zmniejszenie plastyczności.

## Narzędzia do obróbki plastycznej
- matryce
- stemple (np. w tłoczniku)
- ciągadła
- rolki do wyoblania
- wyoblaki + formy
- kowadła
- walce

## Przyrządy stosowane w obróbce plastycznej
- tłoczniki
- przyrząd Ruta do wykonywania wałów korbowych metodą TR

## Maszyny do obróbki plastycznej
- ciągarki
- giętarki
- kowarki
- kuźniarki
- młoty mechaniczne
- obciągarki
- prasy
- prostownice rolkowe
- walcarki
- wyoblarki
- zaginarki
- zgniatarki obrotowe
- zwijarki
- żłobiarki

## Rodzaje obróbki plastycznej
- Kształtowanie brył
  - kucie
    - matrycowe
    - swobodne

  - walcowanie
    - wzdłużne
    - poprzeczne
    - skośne
    - poprzeczno-klinowe

  - ciągnienie
  - wyciskanie
    - wyciskanie współbieżne
    - wyciskanie przeciwbieżne
    - wyciskanie dwukierunkowe
    - wyciskanie poprzeczne
- Kształtowanie blach
  - cięcie (rozdzielenie materiału bez powstawania wiórów)
  - gięcie
  - formowanie elektrodynamiczne
  - tłoczenie
  - walcowanie

- Inne
  - nagniatanie
  - nitowanie
  - łączenie wybuchowe
  - łączenie beznitowe